# Peucedanum fleischtnanni
Peucedanum fleischtnanni är en flockblommig växtart som beskrevs av George Bentham och Joseph Dalton Hooker. Peucedanum fleischtnanni ingår i släktet siljor, och familjen flockblommiga växter. Inga underarter finns listade i Catalogue of Life.